# Palù
Palù település Olaszországban, Veneto régióban, Verona megyében. Lakosainak száma 1174 fő (2023. január 1.). Palù Oppeano, Ronco all'Adige és Zevio községekkel határos.

## Népesség
A település népességének változása:
| Lakosok száma | 1251 | 1236 | 1174 |
|               | 2017 | 2018 | 2023 |